# Maman (lied van Louane uit 2025)
Maman is een nummer van de Franse zangeres Louane. Het werd geschreven door Louane zelf, samen met Tristan Salvati, die het nummer produceerde. De ballade werd uitgebracht op 15 maart 2025. Het nummer zal Frankrijk vertegenwoordigen op het Eurovisiesongfestival 2025.

## Achtergrond
Het nummer "Maman" is een eerbetoon aan Louane’s moeder, die in 2014 overleed aan kanker, toen Louane 17 jaar oud was. De zangeres bracht in 2015 al een ander nummer uit met dezelfde titel, als onderdeel van haar debuutalbum Chambre 12. In 2025 werd dit eerste nummer van streamingplatforms verwijderd en vervangen door de nieuwe versie. Louane verklaarde: “Het is natuurlijk een vervolg. Er zijn een paar dezelfde woorden, maar het zijn twee verschillende nummers. Voor het eerst gaat het echt goed met me. En om die reden bestaat dit nieuwe nummer. Ik wil dat dit het enige is wat mensen onthouden, in plaats van te blijven hangen in het verleden.”
Het nummer uit 2025 bevat meerdere verwijzingen naar de versie uit 2015 en laat zien hoe Louane de afgelopen tien jaar heeft gerouwd. Zo begon het nummer uit 2015 met de woorden "Les amants passent de lit en lit" ("Geliefden gaan van bed naar bed"), terwijl het nummer uit 2025 opent met "Y a plus d'amants, Y a plus de lits" ("Geen geliefden meer, geen bedden meer"). Waar het nummer uit 2015 somber was ("Ik ben niet goed in mijn hoofd [...] Ik ben mijn plezier verloren [...] Ik vind geen betekenis in mijn zoektocht"), is het nummer uit 2025 positiever en optimistischer, met het refrein "Je vais mieux, je sais où je vais" ("Het gaat beter met me, ik weet waar ik naartoe ga"). In de tekst verwijst Louane naar het vinden van liefde en het zelf moeder worden als de redenen waarom het beter met haar gaat.